# 大山尚利
大山 尚利（おおやま なおとし、1974年 - ）は、日本のホラー作家。東京都出身。和光大学人文学部卒業。
2005年、『チューイングボーン』で第12回日本ホラー小説大賞長編賞を受賞しデビュー。

## 作品
- チューイングボーン（2005年11月 角川ホラー文庫）
- 揺りかごの上で（2007年9月 角川書店）
- 1gの巨人（2009年11月 双葉社）
- おやすみ、ロビン（2010年3月 角川ホラー文庫）
- ライオンのつづき（2011年4月 双葉社）
- クロスマッチ 止まらない心臓（2012年4月 講談社）
- 紙の眼（2013年9月 講談社ノベルス）
- ブラックラジオ（2014年7月 ハヤカワ文庫JA）